# 金子功
金子 功（かねこ いさお、1939年7月15日 - ）は、日本のファッションデザイナー。ファッションブランド「ピンクハウス」（1973年）や自身の名前を冠した「カネコイサオ」（1990年）、ほか「インゲボルグ (INGEBORG) 」や「カールヘルム (Karl Helmut) 」などのブランドを創業。なかでも「ピンクハウス」はDCブランドやフォークロアのブームに後押しを受ける形で1980年代に一世を風靡した。妻は1970年代に雑誌「an・an」などで活躍したファッションモデルの立川ユリ。

## 来歴
山口県に出生。高田賢三、松田光弘らと共に文化服装学院を卒業後、セツ・モードセミナーを卒業。アドセンターに入社し、広告等の製作に携わる。
1973年、デザイナーとしてファッションブランド「ピンクハウス」を設立。この「ピンクハウス」を株式会社ニコルを経て、1980年からビギグループにて、1982年からは、株式会社ピンクハウスとして展開。その後「インゲボルグ」「カールヘルム」、ならびに「ベビーピンクハウス」を設立・展開。
1990年9月、株式会社カネコイサオを設立、「カネコイサオ」ブランドをスタートする。1992年11月、「カネコイサオ」第一回コレクション（1993年春夏）を開催。1994年1月、株式会社ピンクハウスを退社・独立して、株式会社カネコイサオに専念。1994年-1995年秋冬コレクションから、「ワンダフルワールド」ブランドを発表。1998年春夏コレクションにて「メンズ カネコイサオ」ブランドを発表。
2007年、秋の作品よりデザイナーとしての活動を休止した。

## 演じた人物
- 段田安則（花王ファミリースペシャル「夢は世界のデザイナー ケンゾー・ジュンコの青春物語～石ころたちの出発（たびだち）～前・後編」、1993年10月31日・11月7日 関西テレビ）